# Veronika Vítková
Veronika Vítková (* 9. prosince 1988 Vrchlabí) je bývalá česká reprezentantka v biatlonu, bronzová medailistka ze sprintu na Zimních olympijských hrách 2018 v Pchjongčchangu a členka stříbrné smíšené a bronzové ženské štafety na ZOH 2014 v Soči.
Ve smíšené štafetě se stala mistryní světa na šampionátu 2015 v Kontiolahti a bronz si odvezla z Mistrovství světa 2013 v Novém Městě na Moravě. V juniorské kategorii vyhrála titul světové šampionky v individuálním a ve štafetovém závodu.
Ve světovém poháru vyhrála jeden individuální závod.

## Osobní život
Její otec je bratrancem dalšího českého biatlonisty Zdeňka Vítka, její matka je sestrou Jany Šaldové, bývalé české reprezentantky v běhu na lyžích. Má dvě mladší sestry.
Odmala se věnovala klasickému lyžování. V 5. třídě základní školy zkusila biatlon a už u něj zůstala. Vystudovala sportovní gymnázium v Jilemnici, na kterém měla individuální studium.
Jejím trenérem byl po dobu devíti let Jindřich Šikola. Od sezóny 2014–2015 ji připravoval Zdeněk Vítek. Toho v sezóně 2018/19 vystřídal Egil Gjelland.
S partnerem Markem Lejskem, biatlonovým trenérem, má dvě dcery. V listopadu 2020 se jim narodila Eliška a v březnu 2023 Barbora.

## Sportovní kariéra

### 2006/2007
Talentovaná biatlonistka poprvé startovala ve světovém poháru seniorů v sezóně 2006/07 a debut na mistrovství světa si odbyla v sezóně 2007–08 ve švédském Östersundu, kde v individuálním závodě obsadila 14. místo.

### 2008/2009
V sezóně 2008/09 pokračoval její výkonnostní vzestup. Na Mistrovství světa dospělých v roce 2009 obsadila v individuálním závodě 5. místo, ve stíhacím závodě 10. místo a v závodě s hromadným startem 10. místo. Po sezóně v červenci 2009, cestou na soustředění do Rakouska, musela být hospitalizována se zánětem mozkových blan v Českých Budějovicích. Vynechala tři měsíce přípravy a toto onemocnění přibrzdilo její kariéru. Lékaři následně u ní diagnostikovali hormonální nerovnováhu. Meningitida současně postihla okolí hypofýzy, což způsobovalo návaly extrémní únavy. Následky onemocnění trvaly 5 let.

### 2009/2010 a 2010/2011
V sezónách 2009/10 a 2010/11 hledala s trenérem Šikolou optimální způsob přípravy a postupně se začala vracet na výkonnost z doby před vážnou nemocí. V roce 2010 reprezentovala Českou republiku na Zimních olympijských hrách ve Vancouveru 2010 bez lepšího umístění (nejlépe 24. místo ve sprintu), ale v roce 2011 na Mistrovství světa v ruském Chanty-Mansijsku už obsadila 8. místo v individuálním závodě.

### 2011/2012
Od sezóny 2011/12 začala pravidelně atakovat bodované příčky ve Světovém poháru. Na norském Holmekollenu se ve stíhacím závodě dokonce po dlouhé době probojovala do elitní desítky, byla devátá. Mistrovství světa v Ruhpoldingu se umístila ve všech závodech do třicátého místa. Světový pohár nakonec zakončila na 25. místě.

### 2012/2013

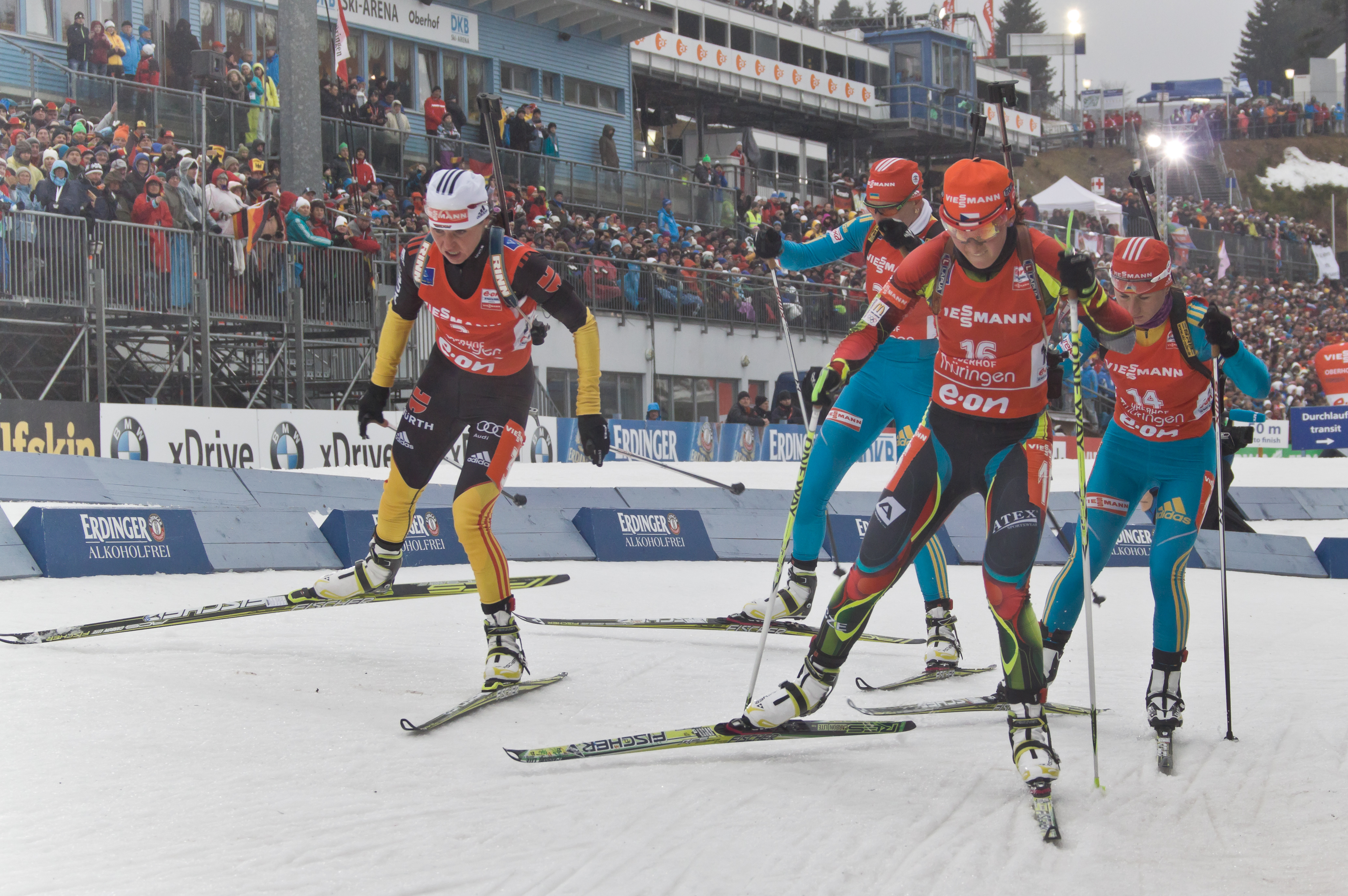
Veronika Vítková (číslo 16) ve stíhacím závodě na Světovém poháru v Oberhofu 2013

V sezóně 2012/13 začali se trenérem Šikolou spolupracovat s Gabrielou Soukalovou a výsledky se dostavily. Dne 15. prosince 2012 se obě děvčata ve slovinské Pokljuce umístila do pátého místa ve stíhacím závodě. Na dalším Světovém poháru v Oberhofu dosáhla poprvé ve své kariéře na stupně vítězů. Dne 6. ledna 2013 dojela na druhém místě ve stíhacím závodě, do kterého startovala jako šestnáctá. Na Mistrovství světa v Novém Městě na Moravě patřila k nejlepším střelkyním, což však nepodpořila během a proto jí unikaly stupně vítězů v individuálních závodech. Dosáhla však úspěchu jako členka bronzové smíšené štafety, ve které běžela první úsek. Se sezónou ale mohla být spokojená. Znovu vylepšila své maximum ve světovém poháru na 16. místo.

### 2013/2014
V úvodu sezóny 2013/14 bojovala s nachlazením, přesto se smíšenou štafetou triumfovala ve Světovém poháru ve švédském Östersundu. Na následujícím podniku Světového poháru v rakouském Hochfilzenu dojela ve sprintu druhá. V solidních výkonech pokračovala i po Novém roce. V Oberhofu sice byla nejlépe jedenáctá, ale v Ruhpoldingu po čisté střelbě stanula ve vytrvalostním závodě na bronzovém stupínku (na stupních vítězů byla spolu s Gabrielou Soukalovou, která závod vyhrála). Navíc netypicky po tomto závodě následoval stíhací závod, ve kterém doběhla pátá. V Anterselvě pak byla nejlépe 27. ve stíhacím závodě.
Vrcholem této sezóny ale byly olympijské hry v Soči. V zahajovacím sprintu střílela sice bezchybně, ale pomalejší běh ji srazil na 16. místo. Ve stíhacím závodě celkem dvakrát chybovala a propadla se o čtyři příčky dolů. Nejlépe jí vyšel vytrvalostní závod, v němž s jedinou chybou na závěrečné položce skončila na 6. místě. V posledním individuálním závodě s hromadným startem sice opět s pomalejším během, ale bezchybnou střelbou doběhla na 8. příčce (původně byla klasifikována na 9. příčce, ale čtvrtá Němka Evi Sachenbacherová-Stehleová byla diskvalifikována za použití zakázaných látek). Vysněnou medaili získala ve smíšené štafetě, kterou skvěle rozběhla a Gabriela Soukalová a Jaroslav Soukup se postupně propracovali na 2. příčku, kterou finišman Ondřej Moravec už nepustil. V ženské štafetě původně dovezla český tým původně na 4. místě. Ruský tým, který původně skončil druhý, byl ale kvůli dopingu později diskvalifikován, což v květnu 2022 definitivně potvrdil Mezinárodní olympijský výbor, který Češkám, jež se podle upravených výsledků umístily na třetím místě, přidělil bronzové medaile.
Ve zbylých závodech světového poháru se ještě dvakrát umístila na 6. místě ve finském Kontiolahti. Kromě toho se poprvé dostala do elitní desítky celkového hodnocení světového poháru – skončila na 9. místě.

### 2014/2015

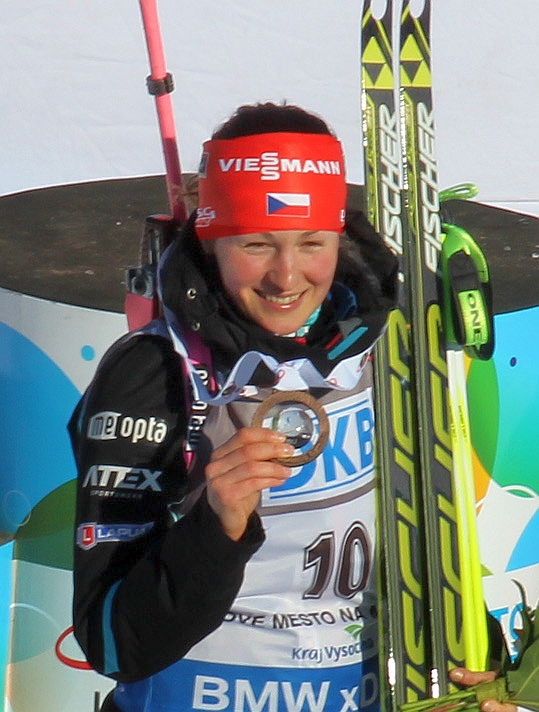
Veronika Vítková s bronzovou medailí ze sprintu v Novém Městě na Moravě

Úvod sezóny 2014/15 ve švédském Östersundu zahájila pátým místem v individuálním závodě na 15 kilometrů, ve sprintu obsadila 2. místo. V druhém podniku Světového poháru v rakouském Hochfilzenu pak pomohla české štafetě k třetímu místu.
Nejlepších výsledků v dosavadní kariéře dosáhla začátkem ledna v německém Oberhofu. Nejdříve zvítězila s Puskarčíkovou‎, Soukalovou a Landovou ve štafetě. Jako finišmanka ujela v posledním velkém stoupání Francouzce Bescondové a náskok si jistě udržela až do cíle. Pak zde vyhrála svůj první individuální závod světového poháru, když zvítězila ve sprintu. Ve větrném závodě udělala sice při každé střelbě jednu chybu, ale vše vyrovnala druhým nejrychlejším během. Nakonec v neděli doběhla druhá v závodu s hromadným startem, když nestačila jen na suverénní Bělorusku Domračevovou.
Dařilo se jí také o týden později na závodech v německém Ruhpoldingu, kde nejdříve ve štafetě zvítězila společně s Puskarčíkovou‎, Soukalovou a Landovou o 1:13,3 před druhými Běloruskami. Ve sprintu skončila osmá a v závodě s hromadným startem byla třetí za vítěznou Běloruskou Domračevovou a domácí Preussovou. V Anterselvě brala nejlépe 16. místo ve sprintu. V závodě štafet však s kolegyněmi doběhla na druhém místě. Její úspěšné výkony pokračovaly i v Novém Městě, kde nejprve pomohla smíšené štafetě ke druhému místu a hned v následujícím sprintu vybojovala třetí příčku. V následném stíhacím závodě se především vinou horší střelby propadla na konec první desítky a při poslední střelbě navíc musela téměř minutu čekat, protože vedle ní stojící Němka Hildebrandová začala střílet do jejích terčů. Na další zastávce na norském Holmenkollenu měla nevyrovnané výkony. V individuálním závodě ji porazilo pouze hvězdné duo Mäkäräinenová a Domračevová. Jednalo se o její šesté individuální stupně vítězů v této sezóně. V následném sprintu však hlavně vinou chyb na střelnici skončila až na 21. příčce. Náladu si spravila ve štafetě, ve které znovu s Puskarčíkovou, Soukalovou a Landovou triumfovala, v této sezóně již potřetí.
Mistrovství světa pro ni začalo dobře. Ve smíšené štafetě spolu se Soukalovou, Šlesingrem a Moravcem vybojovala titul mistrů světa před Francií a Norskem. V dalších závodech se však střelecky trápila. Ve sprintu vinou 4 chyb skončila na 15. příčce. Tuto pozici pak vylepšila ve stíhacím závodě na 11. místo. Ve vytrvalostním závodě pak měla na dosah medaili, ale vinou první nepřesné rány na poslední položce a jedné rány na 3. položce skončila na 8. místě. Jednalo se o její maximum na tomto šampionátu. V následné štafetě, kde Češky platily za velké favoritky, začala Puskarčíková a Soukalová dobře, jenže na první trestné kolo pak musela Landová po stojce. Vítková na ležce přidala další 2 trestná kola a nakonec doběhla na 8. místě s více než tříminutovou ztrátou na vítězné Němky. Pro české závodnice to bylo vůbec poprvé, kdy se ve štafetě neumístily na stupních vítězů. I přes tento nezdar se jim podařilo uhájit náskok a vybojovaly malý křišťálový glóbus za disciplínu, první v historii českého biatlonu. V posledním závodě s hromadným startem se Vítková trápila střelecky. Minula celkem 6 terčů a s velkou ztrátou doběhla na předposlední pozici.
V posledním podniku, ruském Chanty-Mansijsku, však ještě dokázala zabojovat. Ve sprintu brala 4. místo a v následné stíhačce 5. místo. Poslední závod nakonec vinou kolize se soupeřkou nedokončila, ale i tak se jednalo o její životní sezónu. V celkovém hodnocení světového poháru skončila na 4. místě s celkovým počtem 798 bodů. Lepší byly pouze vítězná Darja Domračevová, Kaisa Mäkäräinenová a Valj Semerenková. K tomu přidala v hodnocení disciplín dvě 3. místa za vytrvalostní závod a sprint.

### 2015/2016
Novou sezónu ve švédském Östersundu začala jako členka bronzové smíšené štafety, ve které i přes 3 dobíjené rány vleže udržela český tým na předních pozicích. Dobře rovněž zajela všechny individuální závody. Ve vytrvalostním závodě i přes 2 střelecké chyby skončila společně s Gabrielou Soukalovou v top 10. Soukalová byla 5., Vítková 7. Ve sprintu musela na ležce i stojce na jedno trestné kolo a i přes solidní běh skončila na 14. pozici. V následném stíhacím závodě udělala jen 1 chybu a dokázala se posunout na 8. příčku. V rakouském Hochfilzenu se naopak střelecky trápila. Ve sprintu po 3 chybách vleže skončila na 32. příčce. Ve stíhacím závodě se vinou dalších chyb posunula pouze na 30. pozici. Dojem si nespravila ani ve štafetě, kterou přebírala na 7. příčce na dohled od stupňů vítězů, ale 3 dobíjení na ležce znamenaly další ztrátu a nakonec celkové 6. místo. Ve slovinské Pokljuce podala lepší výkon. Ve sprintu poprvé v sezóně Vítková zastřílela čistě vleže i vestoje, což jí v cíli stačilo na 4. místo (po závodě sama přiznala, že se jí po úspěšně zvládnuté ležce ulevilo). Navíc 5. místo brala vedoucí žena světového poháru Gabriela Soukalová. Obě tak potvrdily skvělou formu i ve stíhacím závodě, kdy Soukalová doběhla čtvrtá a Vítková sedmá. V závodě s hromadným startem obě dlouho sahaly po medaili, ale zatímco Soukalová na poslední položce střílela čistě a doběhla na 2. příčce, jeden chybný výstřel Vítkové znamenal 4. místo. Ve skvělých výkonech pokračovala i po Novém roce v Ruhpoldingu, který kvůli nedostatku sněhu převzal pořádání světového poháru od Oberhofu. Ve sprintu a závodu s hromadným startem skončila na 9. místě, ve stíhacím závodě pak na 7. místě. V dalších závodech v Ruhpoldingu se jí už tolik nepovedly. Ve vytrvalostním závodě skončila s jednou chybou čtrnáctá, v závodě s hromadným startem pak poslední. Ve štafetě přesto dovezla český tým, oslabený o Gabrielu Soukalovou, na solidním 6. místě. V dalším podniku, italské Anterselvě, kde se jí kvůli vysoké nadmořské výšce moc nedaří, brala Vítková nejprve po bezchybné střelbě solidní 8. místo ve sprintu. Ve stíhacím závodě si pohoršila na 13. místo. Ve štafetě předvedla spolu s Gabrielou Soukalovou velkou stíhací jízdu. Kvarteto Puskarčíková, Charvátová, Soukalová a Vítková skončilo na 2. místě, přičemž na 2. úseku šla Charvátová po stojce na 2 trestná kola. Světový pohár po Anterselvě pokračoval dvěma zastávkami v Severní Americe. První v kanadském Canmore se Vítkové moc nevydařil. Ve sprintu po dvou chybách skočila patnáctá a v závodě s hromadným startem po nepovedené první položce na 18. příčce. Závod smíšených štafet se jí vůbec nepovedl. Na první střelbě musela na 3 trestná kola a předávala úplně poslední. Gabriela Soukalová, Michal Šlesingr a Ondřej Moravec nakonec štafetu vytáhli na 10. místo. Druhý severoamerický podnik v Presque Isle už byl v jejím podání lepší. Ve sprintu s 1 chybou skončila na 10. místě. Větrnou stíhačku pak dokončila na 6. místě a doplnila vítěznou Gabrielu Soukalovou na rozšířením pódiu. S ženskou štafetou pak slavila vítězství i přes trestné kolo Charvátové a skutečnost, že musela dojíždět závod za tmy.
Začátek Mistrovství světa v Oslu pro ní nezačal dobře. V úvodní štafetě musela celkem pětkrát dobíjet a předala štafetu s velkou ztrátou. Gabriela Soukalová, Michal Šlesingr a Michal Krčmář už stříleli přesně a dovezli štafetu na 6. místě. Po závodě byla notně zklamaná. V dalších závodech ale předvedla obrovskou bojovnost. Sprint po obou čistých položkách doběhla na 7. pozici a stíhačku zakončila na 8. příčce. Ve vytrvalostním závodě jí k bronzu chybělo jen 9 sekund, skončila čtvrtá. Ženskou štafetu po 3 trestných kolech Lucie Charvátové na 3. úseku vytáhla v těsném finiši na 6. pozici. V posledním závodě s hromadným startem přijížděla na poslední položku ve vedoucí skupině, ale jeden chybný výstřel nakonec znamenal znovu 6. místo. Skončila tak v Oslu bez medaile.
V posledním pohárovém kole v ruském Chanty-Mansijsku se na ní projevila únava. Ve sprintu dojela na 42. místě a ze stíhacího závodu byla v polovině stažena a závod s hromadným stratem se nakonec kvůli nepřízni počasí nejel. Sezónu tedy Veronika Vítková zakončila sice bez individuální medaile, ale znovu v elitní desítce hodnocení světového poháru, na 8. pozici s celkovým ziskem 703 bodů.

### 2016/2017
Novou sezónu nezačala dobře. Během smíšené štafety v Östersundu musela při střelbě vleže na trestné kolo a štafeta nakonec dojela sedmá. Ve větrném vytrvalostním závodě i přes 5 chyb byla nejlepší Češkou, doběhla na 9. pozici. Na další umístění v top 10 si však musela dlouho počkat. V dalších závodech se pohybovala hlavně ve druhé a třetí desítce. Nejlépe pak zajela ve stíhacím závodě v Novém Městě kde skončila dvanáctá. Po Novém roce nestartovala v Oberhofu kvůli nachlazení. V Ruhpoldingu se vrátila 21. a 16. místem ve sprintu a stíhačce a dopomohla štafetě k 6. místu. Ve vysokohorské Anterselvě se protrápila ve vytrvalostním závodě k 61. místu. V závodě s hromadným startem už to bylo lepší. Dojela čtrnáctá. Byla členkou i štafety, která skončila na 16. pozici. Pro přípravu na Mistrovství světa se po dohodě s trenéry rozhodla odjet na Mistrovství Evropy v Polsku. Zde ve sprintu po dvou chybách dojela na 7. příčce. Ve stíhacím závodě při stejné střelbě jen těsně od medaile na 4. místě. Rovněž velmi dobrý výkon podala ve smíšené štafetě dvojic.
Ovšem Mistrovství světa v Hochfilzenu bylo pro ni asi vůbec nejhorší v její kariéře. Sprint po 5 chybách zakončila na 68. pozici a vytrvalostní závod se stejným počtem chyb na 50. pozici. Poprvé od Mistrovství světa v Östersundu 2008 se nedostala do závodu s hromadným startem. Jediným světlým momentem bylo 4. místo štafety, kde sice čtyřikrát musela dobíjet, ale udržela se na předních pozicích.
Nedařilo se jí ani na dalších zastávkách světového poháru. V Pchjongčchangu, dějišti olympijských her 2018, ve sprintu po dvou chybách dojela 53. a stíhačku nedokončila a musela být dokonce převezena do nemocnice. Trochu lepší už to bylo v Kontiolahti. Ve smíšené štafetě se jí sice opět nepovedla střelba vleže a musela na trestné kolo, přesto štafeta dojela na solidní 6. pozici. Sprint a stíhačku dokončila na 32., respektive 24. místě. Ztracenou formu opět nalezla na posledním podniku na norském Holmenkollenu. Sprint s jednou chybou dojela na 5. pozici. Stíhačku dokončila na 10. pozici a v závodě s hromadným startem jí jen těsně unikla medaile a skončila čtvrtá. Po závodě s úsměvem přiznala, že ji mrzí, že sezóna ještě nepokračuje. V celkovém pořadí světového poháru skončila na 25. pozici.

### 2017/2018
Olympijskou sezónu začala stejně jako předchozí. Při smíšené štafetě v Östersundu musela na trestné kolo a štafeta nakonec skončila čtrnáctá. Lepší výkon předvedla v dalších závodech. Ve vytrvalostním skončila dvanáctá a ve sprintu osmá. V dalších podnicích světového poháru se sice nedokázala probít do top 10, ale předváděla konstantní výkonnost. V Hochfilzenu byla nejlépe 11. ve stíhacím závodě a dopomohla české štafetě k 6. místu. Ve francouzském Annecy pak byla 16. ve sprintu. Po Novém roce ale nastal zlom. Ve sprintu v jejím oblíbeném Oberhofu s jednou chybou doběhla po téměř 3 letech znovu na stupně vítězů, byla třetí. Ve stíhačce se pak propadla na 14. místo a štafetu dovezla do cíle na 9. pozici. V Ruhpoldingu začala ve vytrvalostním závodě stejně jako v Östersundu. Se dvěma chybami skončila dvanáctá. Štafetu po dobrém výkonu dovezla na solidní 6. příčce. Závod s hromadným startem nabídl obrovské drama v posledním kole. Vítková vyjížděla se ztrátou kolem 20 sekund na bezchybně střílející Kanaďanku Crawfordovou, ale za ní vyjely s pár sekundovou ztrátou Laura Dahlmeierová a Kaisa Mäkäräinenová. Obě Vítkovou brzo dostihly a předjely. Zároveň však velmi zpomalovala Kanaďanka a Vítková se rovněž držela v malém odstupu od Dahlmeierové a Mäkäräinenové. V závěrečné rovince byla schopná ještě zasprintovat a dojela si pro druhé 3. místo v této sezóně. Na medailové vlně pokračovala i v neoblíbené Anterselvě. Ve sprintu po čisté střelbě doběhla znovu třetí a ve stíhacím závodě sedmá. V posledním závodě s hromadným startem už neměla síly a doběhla na 27. místě.
Olympijské hry v jihokorejském Pchjongčchangu pro ni byly svým způsobem symbolické. Právě zde se poprvé výrazně prosadila do světového biatlonu. A hned první start skončil medailově. Počtvrté v této sezóně skončila na 3. místě za druhou Marte Olsbuovou a první Laurou Dahlmeierovou. Získala pro Českou republiku první medaili a pro sebe rovněž první individuální medaili na velkých akcích. V následujících závodech už další nepřidala, ale ve všech skončila do 20. místa (stíhací závod – 7. místo, vytrvalostní závod – 18. místo, závod s hromadným startem – 14. místo). Účastnila se obou štafet; se smíšenou štafetou obsadila 8. příčku a s ženskou 12. místo.
Ve zbývajících závodech světového poháru potvrzovala dobrou formu v Kontiolahti ve sprintu dojela šestá a finálovém podniku na Holmenkollenu ve stíhacím závodě devátá. Závěrečného podniku v ruském Ťumeni se kvůli bojkotu českého biatlonu kvůli dopingovým kauzám ruských sportovců neúčastnila. Sezónu přesto zakončila celkově na 8. místě v hodnocení světového poháru.

### 2018/2019
V této sezóně nastoupil k českému týmu v roli nového trenéra Egil Gjelland, který zavedl nový způsob tréninku. A zřejmě se to podepsalo na výsledcích. Na prvním pohárovém podniku v Pokljuce i přes velmi dobrou střelbu byl její nejlepší výsledek 38. místo ve vytrvalostním závodě. Lepší to bylo v Hochfilzenu. 25. místo ve sprintu, 14. místo ve stíhacím závodě a 9. místo štafety. V Novém Městě na Moravě sice zajela solidně sprint (19. místo), ale následný stíhací závod kvůli zdravotním problémům nedokončila. Zároveň je jí netýkal závod s hromadným startem. Zlepšení nepřišlo ani po novém roce. V oblíbeném Oberhofu sice byla členkou bronzové štafety, ale sprint dojela na 63. pozici. Trápení pokračovalo i v Ruhpoldingu kdy po 3 chybách doběhla 51. (50. skončila Markéta Davidová ve sprintu nejlepší). Se štafetou doběhla na 9. místě. V Anterselvě skončila těsně pod body na 41. a 42. místě ve sprintu respektive ve stíhačce. Na následné štaci v Canmore se velmi protrápila ve zkráceném vytrvalostním závodě. S pouze jednou chybou dojela 72. s jedním z nejpomalejších běžeckých časů. S následnou štafetou obsadila 7. místo. Zlepšení přece jen přišlo v americkém Soldier Hollow. Ve sprintu obsadila 19. místo a ve stíhacím závodě s čistou střelbou prvním TOP 10 v této sezóně, 9. místo. Naopak se jí s Tomášem Krupčíkem nepovedla smíšená štafeta dvojic kdy obsadili 17. pozici.
Na Mistrovství světa ve švédském Östersundu byla členkou smíšené štafety, která doběhla na solidním 6. místě. Sprint se jí nepovedl. Po 2 chybách závod dokončila na 38. místě. V dalších závodech se však zlepšovala. Stíhačku se 2 omyly se zlepšila o 22 míst na 16. pozici. Ve vytrvalostním závodě udělala jen 1 omyl a dojela na 13. pozici, čímž se nominovala do závodu s hromadným startem. Štafetu po špatném začátku dovezla na 15. pozici. Závěrečný závod s hromadným startem po 4 chybách zakončila na 17. pozici, místo za Markétou Davidovou.

Poslední finálový podnik na norském Holmenkollenu zakončila solidními výsledky ve sprintu a stíhačce, kde dojela na 23. respektive 13. pozici. V závěrečném závodě s hromadným startem už ale neměla síly a po 3 chybách skončila úplně poslední. Ve světovém poháru skončila na 30. místě, což byl pro ni nejhorší výsledek od sezóny 2010/2011. Tehdy obsadila 43. pozici.

### 2019/2020
V letní přípravě na sezónu 2019/2020 měla problémy s dýcháním. Počátkem prosince 2019 absolvovala první mítink Světového poháru v Östersundu, kde odjela sprint, ale ve vytrvalostním závodě se ocitla kvůli vyčerpání na hraně kolapsu a musela odstoupit. V následujících měsících regenerovala, měla individuální přípravu a dalších závodů Světového poháru se v sezóně 2019/2020 nezúčastnila.
V dubnu 2020 oznámila, že je těhotná a že s největší pravděpodobností ukončuje závodní kariéru. Do dalších závodů už nenastoupila.

## Výsledky

### Olympijské hry a mistrovství světa

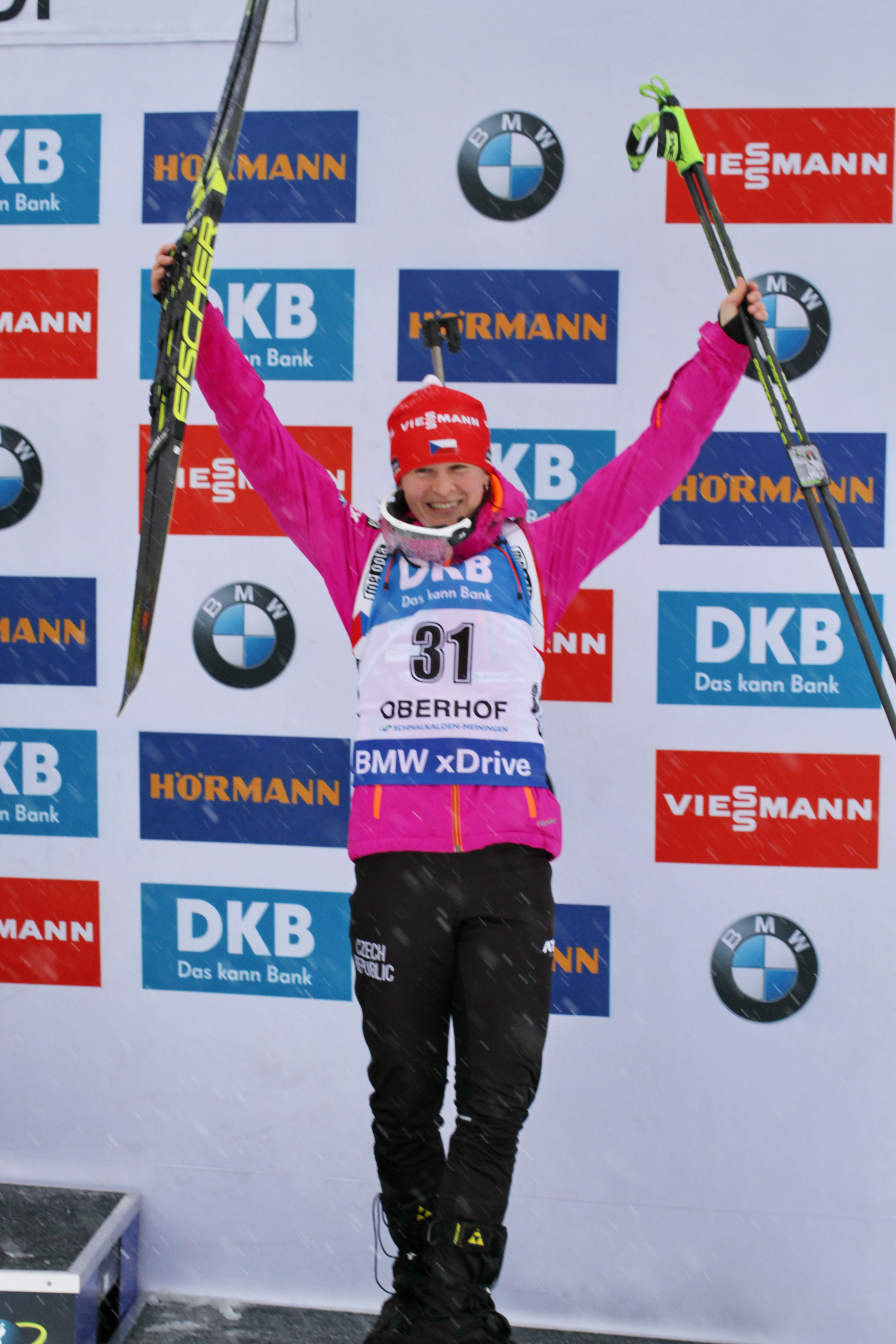
Veronika Vítková na stupni vítězů s bronzovou medailí ze sprintu ve SP v Oberhofu 2018

| Sezóna  | Akce | Místo                | SP  | SZ  | HZ  | IZ  | ŠT  | SŠT | SZD | Věk    |
| ------- | ---- | -------------------- | --- | --- | --- | --- | --- | --- | --- | ------ |
| 2007/08 | MS   | Östersund            | 57. | –   | –   | 14. | 16. | 12. | ×   | 19 let |
| 2008/09 | MS   | Pchjongčchang        | 18. | 10. | 10. | 5.  | 12. | –   | ×   | 20 let |
| 2009/10 | ZOH  | Vancouver            | 24. | 37. | –   | 68. | 16. | –   | ×   | 21 let |
| 2010/11 | MS   | Chanty-Mansijsk      | 55. | 34. | 30. | 8.  | 11. | 11. | ×   | 22 let |
| 2011/12 | MS   | Ruhpolding           | 25. | 18. | 14. | 15. | 10. | 8.  | ×   | 23 let |
| 2012/13 | MS   | Nové Město na Moravě | 10. | 8.  | 19. | 14. | 10. | 3.  | ×   | 24 let |
| 2013/14 | ZOH  | Soči                 | 16. | 20. | 8.  | 6.  | 3.  | 2.  | ×   | 25 let |
| 2014/15 | MS   | Kontiolahti          | 15. | 11. | 29. | 8.  | 8.  | 1.  | ×   | 26 let |
| 2015/16 | MS   | Oslo                 | 7.  | 8.  | 6.  | 4.  | 6.  | 6.  | ×   | 27 let |
| 2016/17 | MS   | Hochfilzen           | 68. | –   | –   | 50. | 4.  | –   | ×   | 28 let |
| 2017/18 | ZOH  | Pchjongčchang        | 3.  | 7.  | 14. | 18. | 12. | 8.  | ×   | 29 let |
| 2018/19 | MS   | Östersund            | 38. | 16. | 17. | 13. | 15. | 6.  | –   | 30 let |

Poznámka: Výsledky z mistrovství světa se započítávají do celkového hodnocení světového poháru, výsledky z olympijských her se dříve započítávaly, od olympijských her v Soči 2014 se nezapočítávají.

### Světový pohár
Sezóna 2006/07
| ČSP              | Místo            | SP           | SZ | HZ | IZ | ŠT  | SŠT | STŘ |
| ---------------- | ---------------- | ------------ | -- | -- | -- | --- | --- | --- |
| 3.               | Hochfilzen       | 84.          | –  | –  | –  | 10. | –   | –   |
| 5.               | Ruhpolding       | 75.          | –  | –  | –  | 8.  | –   | –   |
| celkové umístění | celkové umístění | nkl          | –  | –  | –  | 16. | –   | –   |
| celkové umístění | celkové umístění | 0 bodů (nkl) |    |    |    | 16. | –   | –   |

Sezóna 2007/08
| ČSP              | Místo            | SP            | SZ | HZ | IZ  | ŠT  | SŠT | STŘ |
| ---------------- | ---------------- | ------------- | -- | -- | --- | --- | --- | --- |
| 3.               | Pokljuka         | 54.           | –  | –  | –   | 11. | –   | –   |
| 9.               | Oslo             | 67.           | –  | –  | –   | –   | –   | –   |
| celkové umístění | celkové umístění | nkl           | –  | –  | 31. | 17. | –   | –   |
| celkové umístění | celkové umístění | 18 bodů (60.) |    |    |     | 17. | –   | –   |

Sezóna 2008/09
| ČSP              | Místo            | SP             | SZ  | HZ  | IZ  | ŠT  | SŠT | STŘ  |
| ---------------- | ---------------- | -------------- | --- | --- | --- | --- | --- | ---- |
| 2.               | Hochfilzen       | 69.            | –   | –   | –   | 13. | –   | –    |
| 3.               | Hochfilzen       | 15.            | –   | –   | 52. | 12. | –   | –    |
| 4.               | Oberhof          | 51.            | –   | –   | –   | 8.  | –   | –    |
| 5.               | Ruhpolding       | 34.            | –   | –   | –   | 11. | –   | –    |
| 8.               | Trondheim        | 42.            | 30. | –   | –   | –   | –   | –    |
| 9.               | Chanty-Mansijsk  | 37.            | 30. | 29. | –   | –   | –   | –    |
| celkové umístění | celkové umístění | 44.            | 37. | 34. | 33. | 10. | –   | 80 % |
| celkové umístění | celkové umístění | 196 bodů (36.) |     |     |     | 10. | –   | 80 % |

Sezóna 2009/10
| ČSP              | Místo            | SP            | SZ  | HZ | IZ  | ŠT  | SŠT | STŘ  |
| ---------------- | ---------------- | ------------- | --- | -- | --- | --- | --- | ---- |
| 2.               | Hochfilzen       | –             | –   | –  | –   | 12. | –   | –    |
| 3.               | Pokljuka         | 22.           | 39. | –  | –   | –   | –   | –    |
| 5.               | Ruhpolding       | 90.           | –   | –  | –   | 6.  | –   | –    |
| 6.               | Anterselva       | 74.           | –   | –  | 30. | –   | –   | –    |
| celkové umístění | celkové umístění | 56.           | 71. | –  | 62. | 11. | –   | 83 % |
| celkové umístění | celkové umístění | 53 bodů (63.) |     |    |     | 11. | –   | 83 % |

Sezóna 2010/11
| ČSP              | Místo            | SP             | SZ  | HZ  | IZ  | ŠT  | SŠT | STŘ  |
| ---------------- | ---------------- | -------------- | --- | --- | --- | --- | --- | ---- |
| 1.               | Östersund        | 56.            | lap | –   | 34. | –   | –   | –    |
| 2.               | Hochfilzen       | 60.            | –   | –   | –   | 13. | –   | –    |
| 4.               | Oberhof          | 32.            | –   | –   | –   | 10. | –   | –    |
| 5.               | Ruhpolding       | 48.            | 40. | –   | 54. | –   | –   | –    |
| 6.               | Anterselva       | 53.            | –   | –   | –   | 16. | –   | –    |
| 7.               | Presque Isle     | 23.            | 21. | –   | –   | –   | –   | –    |
| 8.               | Fort Kent        | 41.            | 32. | –   | –   | –   | –   | –    |
| 9.               | Oslo             | 18.            | 41. | –   | –   | –   | –   | –    |
| celkové umístění | celkové umístění | 46.            | 45. | 50. | 35. | 12. | –   | 82 % |
| celkové umístění | celkové umístění | 139 bodů (43.) |     |     |     | 12. | –   | 82 % |

Sezóna 2011/12
| ČSP              | Místo            | SP             | SZ  | HZ  | IZ  | ŠT  | SŠT | STŘ  |
| ---------------- | ---------------- | -------------- | --- | --- | --- | --- | --- | ---- |
| 2.               | Hochfilzen       | 23.            | 19. | –   | –   | 10. | –   | –    |
| 3.               | Hochfilzen       | 44.            | 43. | –   | –   | –   | 2.  | –    |
| 4.               | Oberhof          | 27.            | –   | –   | –   | 11. | –   | –    |
| 5.               | N. M. na Moravě  | 13.            | 21. | –   | 68. | –   | –   | –    |
| 6.               | Anterselva       | 34.            | –   | –   | –   | 11. | –   | –    |
| 7.               | Oslo             | 11.            | 9.  | 14. | –   | –   | –   | –    |
| 9.               | Chanty-Mansijsk  | 21.            | 39. | 17. | –   | –   | –   | –    |
| celkové umístění | celkové umístění | 24.            | 24. | 21. | 36. | 11. | 7.  | 81 % |
| celkové umístění | celkové umístění | 336 bodů (25.) |     |     |     | 11. | 7.  | 81 % |

Sezóna 2012/13
| ČSP              | Místo            | SP             | SZ  | HZ  | IZ  | ŠT  | SŠT | STŘ |
| ---------------- | ---------------- | -------------- | --- | --- | --- | --- | --- | --- |
| 1.               | Östersund        | 9.             | 7.  | –   | 31. | –   | 3.  | –   |
| 2.               | Hochfilzen       | 52.            | 42. | –   | –   | 10. | –   | –   |
| 3.               | Pokljuka         | 8.             | 5.  | 16. | –   | –   | –   | –   |
| 4.               | Oberhof          | 16.            | 2.  | –   | –   | 11. | –   | –   |
| 5.               | Ruhpolding       | 20.            | –   | 17. | –   | 3.  | –   | –   |
| 6.               | Anterselva       | 47.            | 23. | –   | –   | 15. | –   | –   |
| 7.               | Oslo             | 53.            | –   | 14. | –   | –   | –   | –   |
| 8.               | Soči             | 29.            | –   | –   | 70. | 9.  | –   | –   |
| 9.               | Chanty-Mansijsk  | 37.            | 27. | 20. | –   | –   | –   | –   |
| celkové umístění | celkové umístění | 23.            | 15. | 17. | 27. | 9.  | 3.  | 87% |
| celkové umístění | celkové umístění | 511 bodů (16.) |     |     |     | 9.  | 3.  | 87% |

Sezóna 2013/14
| ČSP              | Místo            | SP            | SZ  | HZ  | IZ  | ŠT  | SŠT | STŘ  |
| ---------------- | ---------------- | ------------- | --- | --- | --- | --- | --- | ---- |
| 1.               | Östersund        | 11.           | –   | –   | –   | –   | 1.  | –    |
| 2.               | Hochfilzen       | 2.            | 4.  | –   | –   | 12. | –   | –    |
| 3.               | Annecy           | 17.           | 29. | –   | –   | 10. | –   | –    |
| 4.               | Oberhof          | 13.           | 11. | 24. | –   | –   | –   | –    |
| 5.               | Ruhpolding       | –             | 5.  | –   | 3.  | 7.  | –   | –    |
| 6.               | Anterselva       | 34.           | 27. | –   | –   | 10. | –   | –    |
| 7.               | Pokljuka         | 48.           | 17. | 11. | –   | –   | –   | –    |
| 8.               | Kontiolahti      | 6.            | 6.  | –   | –   | –   | –   | –    |
| 8.               | Kontiolahti      | 11.           | 6.  | –   | –   | –   | –   | –    |
| 9.               | Oslo             | 42.           | 26. | 12. | –   | –   | –   | –    |
| celkové umístění | celkové umístění | 7.            | 7.  | 12. | 13. | 10. | 1.  | 87 % |
| celkové umístění | celkové umístění | 551 bodů (9.) |     |     |     | 10. | 1.  | 87 % |

Sezóna 2014/15
| ČSP              | Místo                | SP            | SZ  | HZ  | IZ | ŠT | SŠT | STŘ  |
| ---------------- | -------------------- | ------------- | --- | --- | -- | -- | --- | ---- |
| 1.               | Östersund            | 2.            | 7.  | –   | 5. | –  | 9.  | –    |
| 2.               | Hochfilzen           | 30.           | 25. | –   | –  | 3. | –   | –    |
| 3.               | Pokljuka             | 15.           | 24. | 10. | –  | –  | –   | –    |
| 4.               | Oberhof              | 1.            | –   | 2.  | –  | 1. | –   | –    |
| 5.               | Ruhpolding           | 8.            | –   | 3.  | –  | 1. | –   | –    |
| 6.               | Anterselva           | 16.           | 19. | –   | –  | 2. | –   | –    |
| 7.               | Nové Město na Moravě | 3.            | 11. | –   | –  | –  | 2.  | –    |
| 8.               | Oslo                 | 21.           | –   | –   | 3. | 1. | –   | –    |
| 9.               | Chanty-Mansijsk      | 4.            | 5.  | DNF | –  | –  | –   | –    |
| Celkové umístění | Celkové umístění     | 3.            | 9.  | 10. | 3. | 1. | 3.  | 80 % |
| Celkové umístění | Celkové umístění     | 793 bodů (4.) |     |     |    | 1. | 3.  | 80 % |

Sezóna 2015/16
| ČSP              | Místo            | SP            | SZ  | HZ  | IZ  | ŠT | SŠT | SZD | STŘ  |
| ---------------- | ---------------- | ------------- | --- | --- | --- | -- | --- | --- | ---- |
| 1.               | Östersund        | 14.           | 8.  | –   | 7.  | –  | 3.  | –   | –    |
| 2.               | Hochfilzen       | 32.           | 33. | –   | –   | 6. | –   | –   | –    |
| 3.               | Pokljuka         | 4.            | 7.  | 4.  | –   | –  | –   | –   | –    |
| 4.               | Ruhpolding       | 9.            | 7.  | 9.  | –   | –  | –   | –   | –    |
| 5.               | Ruhpolding       | –             | –   | 28. | 14. | 6. | –   | –   | –    |
| 6.               | Anterselva       | 8.            | 13. | –   | –   | 2. | –   | –   | –    |
| 7.               | Canmore          | 15.           | –   | 18. | –   | –  | 10. | –   | –    |
| 8.               | Presque Isle     | 10.           | 6.  | –   | –   | 1. | –   | –   | –    |
| 9.               | Chanty-Mansijsk  | 46.           | DNF | ZRU | –   | –  | –   | –   | –    |
| Celkové umístění | Celkové umístění | 7.            | 8.  | 9.  | 6.  | 4. | 10. | 10. | 84 % |
| Celkové umístění | Celkové umístění | 703 bodů (8.) |     |     |     | 4. | 10. | 10. | 84 % |

Sezóna 2016/17
| ČSP              | Místo                | SP             | SZ           | HZ           | IZ           | ŠT           | SŠT          | SZD          | STŘ          |
| ---------------- | -------------------- | -------------- | ------------ | ------------ | ------------ | ------------ | ------------ | ------------ | ------------ |
| 1.               | Östersund            | 35.            | 18.          | –            | 9.           | –            | 7.           | –            |              |
| 2.               | Pokljuka             | 30.            | 15.          | –            | –            | 4.           | –            | –            |              |
| 3.               | Nové Město na Moravě | 16.            | 12.          | 16.          | –            | –            | –            | –            |              |
| 4.               | Oberhof              | nestartovala   | nestartovala | nestartovala | nestartovala | nestartovala | nestartovala | nestartovala | nestartovala |
| 5.               | Ruhpolding           | 21.            | 16.          | –            | –            | 6.           | –            | –            |              |
| 6.               | Anterselva           | –              | –            | 14.          | 61.          | 16.          | –            | –            |              |
| 7.               | Pchjongčchang        | 53.            | DNF          | –            | –            | –            | –            | –            |              |
| 8.               | Kontiolahti          | 32.            | 24.          | –            | –            | –            | 6.           | –            |              |
| 9.               | Holmenkollen         | 5.             | 10.          | 4.           | –            | –            | –            | –            |              |
| Celkové umístění | Celkové umístění     | 28.            | 22.          | 20.          | 34.          | 5.           | 7.           | 7.           | 80 %         |
| Celkové umístění | Celkové umístění     | 389 bodů (25.) |              |              |              | 5.           | 7.           | 7.           | 80 %         |

Sezóna 2017/18
| ČSP              | Místo            | SP              | SZ              | HZ              | IZ              | ŠT              | SŠT             | SZD             | STŘ             |
| ---------------- | ---------------- | --------------- | --------------- | --------------- | --------------- | --------------- | --------------- | --------------- | --------------- |
| 1.               | Östersund        | 8.              | 20.             | –               | 12.             | –               | 14.             | –               |                 |
| 2.               | Hochfilzen       | 19.             | 11.             | –               | –               | 6.              | –               | –               |                 |
| 3.               | Annecy           | 16.             | 38.             | 23.             | –               | –               | –               | –               |                 |
| 4.               | Oberhof          | 3.              | 14.             | –               | –               | 9.              | –               | –               |                 |
| 5.               | Ruhpolding       | –               | –               | 3.              | 12.             | 6.              | –               | –               |                 |
| 6.               | Anterselva       | 3.              | 7.              | 27.             | –               | –               | –               | –               |                 |
| 7.               | Kontiolahti      | 6.              | –               | 20.             | –               | –               | –               | 18.             |                 |
| 8.               | Holmenkollen     | 11.             | 9.              | –               | –               | 13.             | –               | –               |                 |
| 9.               | Ťumeň            | nezúčastnila se | nezúčastnila se | nezúčastnila se | nezúčastnila se | nezúčastnila se | nezúčastnila se | nezúčastnila se | nezúčastnila se |
| Celkové umístění | Celkové umístění | 5.              | 12.             | 18.             | 7.              | 10.             | 13.             | 13.             | 84 %            |
| Celkové umístění | Celkové umístění | 545 bodů (8.)   |                 |                 |                 | 10.             | 13.             | 13.             | 84 %            |

Sezóna 2018/19
| ČSP              | Místo                | SP             | SZ  | HZ  | IZ  | ŠT | SŠT | SZD | STŘ  |
| ---------------- | -------------------- | -------------- | --- | --- | --- | -- | --- | --- | ---- |
| 1.               | Pokljuka             | 47.            | 40. | –   | 38. | –  | 14. | –   |      |
| 2.               | Hochfilzen           | 25.            | 14. | –   | –   | 9. | –   | –   |      |
| 3.               | Nové Město na Moravě | 19.            | DNF | –   | –   | –  | –   | –   |      |
| 4.               | Oberhof              | 63.            | –   | –   | –   | 3. | –   | –   |      |
| 5.               | Ruhpolding           | 51.            | –   | –   | –   | 9. | –   | –   |      |
| 6.               | Anterselva           | 41.            | 42. | –   | –   | –  | –   | –   |      |
| 7.               | Canmore              | –              | –   | –   | 72. | 7. | –   | –   |      |
| 8.               | Soldier Hollow       | 19.            | 9.  | –   | –   | –  | –   | 17. |      |
| 9.               | Holmenkollen         | 23.            | 13. | 29. | –   | –  | –   | –   |      |
| Celkové umístění | Celkové umístění     | 34.            | 27. | 34. | 34. | 7. |     |     | 89 % |
| Celkové umístění | Celkové umístění     | 253 bodů (30.) |     |     |     | 7. |     |     | 89 % |

Sezóna 2019/20
| ČSP              | Místo                | SP              | SZ              | HZ              | IZ              | ŠT              | SŠT             | SZD             | STŘ             |
| ---------------- | -------------------- | --------------- | --------------- | --------------- | --------------- | --------------- | --------------- | --------------- | --------------- |
| 1.               | Östersund            | 45.             | –               | –               | DNF             | –               | –               | –               |                 |
| 2.               | Hochfilzen           | nezúčastnila se | nezúčastnila se | nezúčastnila se | nezúčastnila se | nezúčastnila se | nezúčastnila se | nezúčastnila se | nezúčastnila se |
| 3.               | Annecy               | nezúčastnila se | nezúčastnila se | nezúčastnila se | nezúčastnila se | nezúčastnila se | nezúčastnila se | nezúčastnila se | nezúčastnila se |
| 4.               | Oberhof              | nezúčastnila se | nezúčastnila se | nezúčastnila se | nezúčastnila se | nezúčastnila se | nezúčastnila se | nezúčastnila se | nezúčastnila se |
| 5.               | Ruhpolding           | nezúčastnila se | nezúčastnila se | nezúčastnila se | nezúčastnila se | nezúčastnila se | nezúčastnila se | nezúčastnila se | nezúčastnila se |
| 6.               | Pokljuka             | nezúčastnila se | nezúčastnila se | nezúčastnila se | nezúčastnila se | nezúčastnila se | nezúčastnila se | nezúčastnila se | nezúčastnila se |
| 7.               | Nové Město na Moravě | nezúčastnila se | nezúčastnila se | nezúčastnila se | nezúčastnila se | nezúčastnila se | nezúčastnila se | nezúčastnila se | nezúčastnila se |
| 8.               | Kontiolahti          | nezúčastnila se | nezúčastnila se | nezúčastnila se | nezúčastnila se | nezúčastnila se | nezúčastnila se | nezúčastnila se | nezúčastnila se |
| 9.               | Holmenkollen         | zrušeno         | zrušeno         | zrušeno         | zrušeno         | zrušeno         | zrušeno         | zrušeno         |                 |
| Celkové umístění | Celkové umístění     | nkl.            | –               | –               | –               | –               | –               | –               |                 |
| Celkové umístění | Celkové umístění     | 0 bodů (nkl.)   |                 |                 |                 | –               | –               | –               |                 |

### Juniorská mistrovství
| Sezóna  | D   | Místo        | SP  | SZ  | IZ  | ŠT | Věk    |
| ------- | --- | ------------ | --- | --- | --- | -- | ------ |
| 2004/05 | MSJ | Kontiolahti  | 9.  | 21. | 25. | –  | 16 let |
| 2005/06 | MSJ | Presque Isle | 5.  | 17. | 1.  | 8. | 17 let |
| 2006/07 | MSJ | Martell      | 12. | 13. | 32. | 8. | 18 let |
| 2007/08 | MSJ | Ruhpolding   | 6.  | 2.  | 6.  | 8. | 19 let |
| 2008/09 | MSJ | Canmore      | 5.  | 2.  | 7.  | 1. | 20 let |